# Latouchia typica
Latouchia typica är en spindelart som först beskrevs av Kishida 1927.  Latouchia typica ingår i släktet Latouchia och familjen Ctenizidae. Inga underarter finns listade i Catalogue of Life.